# Marina Graziani
Marina Graziani (Imperia, 21 febbraio 1977) è una showgirl e conduttrice televisiva italiana.

## Biografia
Dopo aver trascorso l'infanzia a Grosseto, si trasferisce a Milano dove studia presso un istituto tecnico. Debutta nel mondo dello spettacolo grazie a un concorso di bellezza che le permette la partecipazione al Festivalbar 1996. Il 30 settembre dello stesso anno inizia la carriera televisiva a Striscia la notizia in qualità di velina, ruolo che la impegnerà per tre edizioni fino al 12 giugno 1999, dapprima accanto a Roberta Lanfranchi e poi ad Alessia Mancini. Dopo l'esperienza a Striscia approda a Italia 1 lavorando come inviata e co-conduttrice per i programmi Fuego (1999-2000), Wozz'up (2000-2001) e lo speciale Sbaraglio (2000). Nel 2000 conduce su Canale 5 gli speciali per il Giffoni Film Festival. Nello stesso periodo e negli anni successivi prende parte a numerose telepromozioni sulle reti Mediaset. Nel 2002 partecipa al programma Donnavventura VIP in onda su Rete 4 e successivamente è testimonial della campagna pubblicitaria UMTS 3. Tra il 2002 ed il 2003 è protagonista della pubblicità progresso per Dottor Sorriso ONLUS. Nel 2003 recita nel film Ho visto le stelle!, diretta da Vincenzo Salemme. Successivamente è inviata del programma Notti Europee - Figli di Eupalla in onda su Rai 2 nel 2004. L'anno successivo partecipa come concorrente al reality show Ritorno al presente condotto da Carlo Conti per Rai 1. Nel 2009 conduce lo speciale Stelle e note di Natale su Rai 2. Pur continuando a comparire saltuariamente in veste di ospite televisiva o testimonial pubblicitaria, lavora poi nel campo delle pubbliche relazioni, gestendo attività di celebrity endorsement ed eventi e collaborando con uffici stampa di alcune agenzie di moda. Nel 2017 conduce su Bike Channel il programma Sulle strade della Liguria. Dal 2019 diventa una presentatrice per QVC Italia. Nel 2021 co-conduce il programma Chi ha dormito in questo letto?, trasmesso nel 2022 su Prime Video e HGTV.

## Televisione
- Festivalbar (Italia 1, 1996)
- Striscia la notizia (Canale 5, 1996-1999) velina
- Simpaticissima (Rete 4, 1998) - concorrente
- Doppio Lustro (Canale 5, 1998)
- Fuego (Italia 1, 1999-2000) inviata
- Speciale Giffoni Film Festival (Canale 5, 2000)
- Wozzup - La casa di Italia 1 (Italia 1, 2000-2001)
- Sbaraglio (Italia 1, 2000)
- Donnavventura VIP (Rete 4, 2002) concorrente
- Notti Europee - Figli di Eupalla (Rai 2, 2004) inviata
- Ritorno al presente (Rai 1, 2005) concorrente
- Stelle e note di Natale (Rai 2, 2009)
- Sulle strade della Liguria (Bike Channel, 2017)
- QVC Italia (dal 2019)
- Chi ha dormito in questo letto? (Prime Video, HGTV 2022)

## Filmografia
- Ho visto le stelle!, di Vincenzo Salemme (2003)

## Pubblicità
- Bon Bons Malizia (1997-1999)
- Gioielli Recarlo
- Calzature Francesco Morichetti
- Calzature DGM
- Abbigliamento Blue
- Dottor sorriso ONLUS (2002-2003)
- Compagnia telefonica La3